# Boorsem

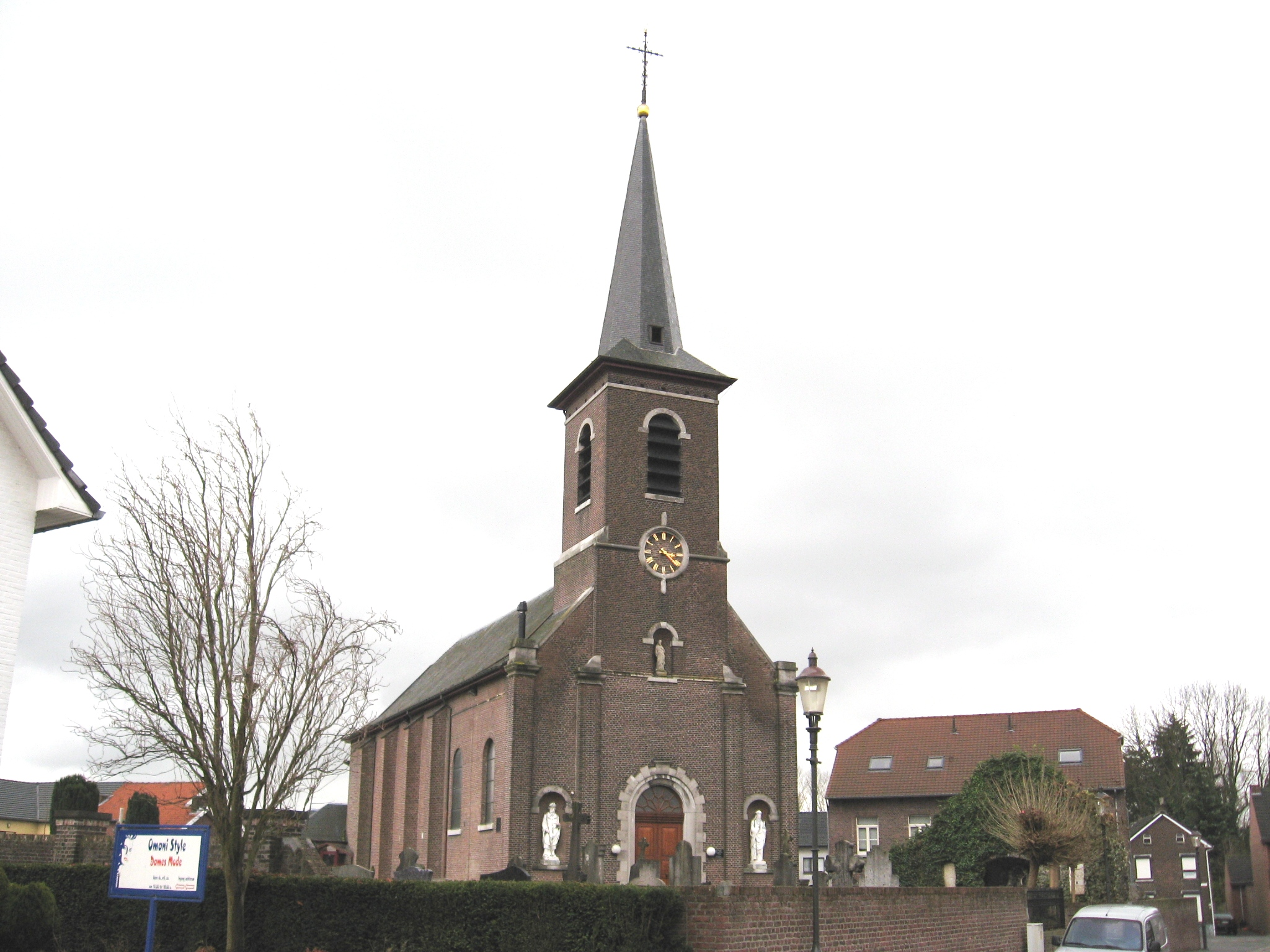
De Sint-Joriskerk

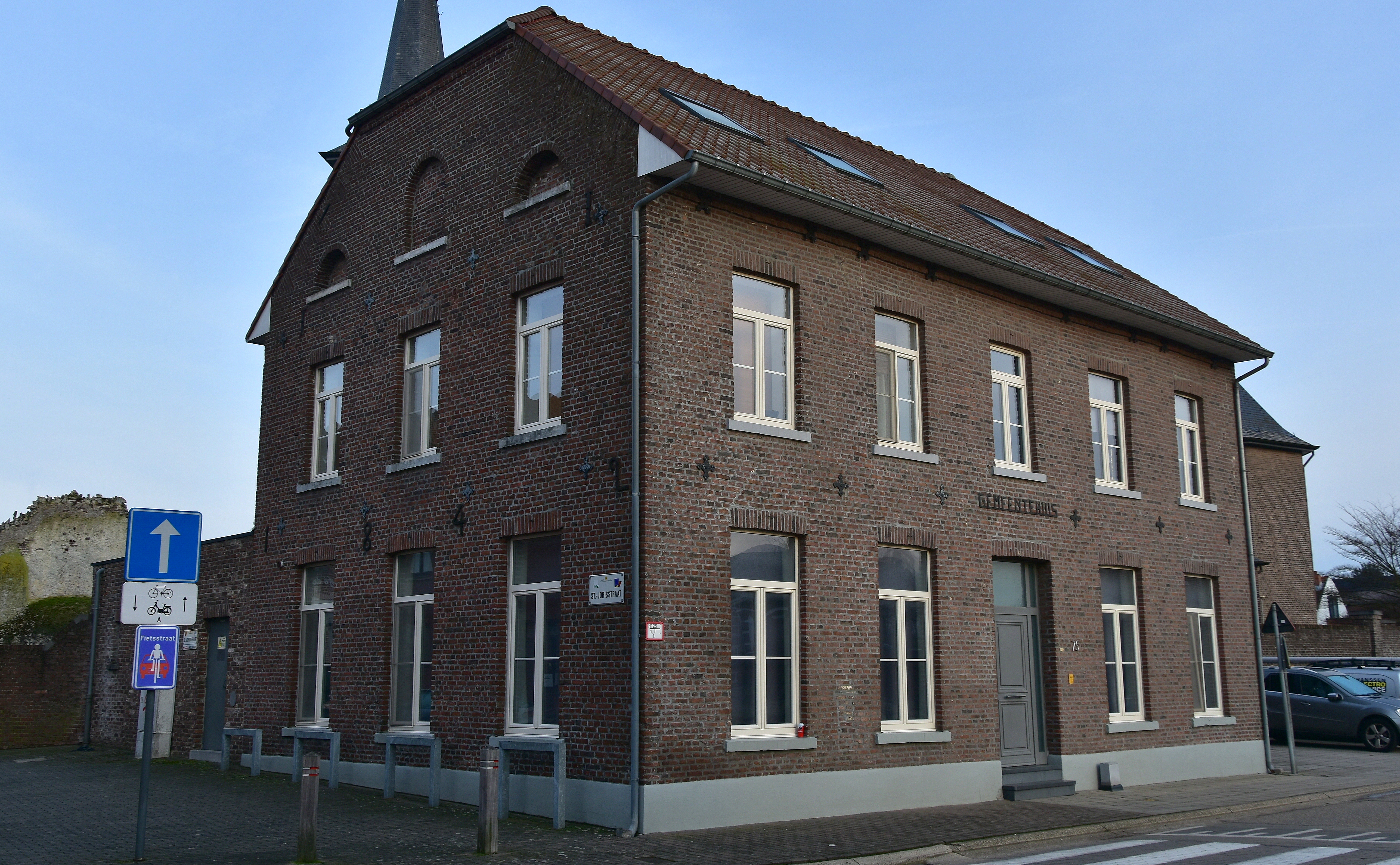
Het voormalig gemeentehuis

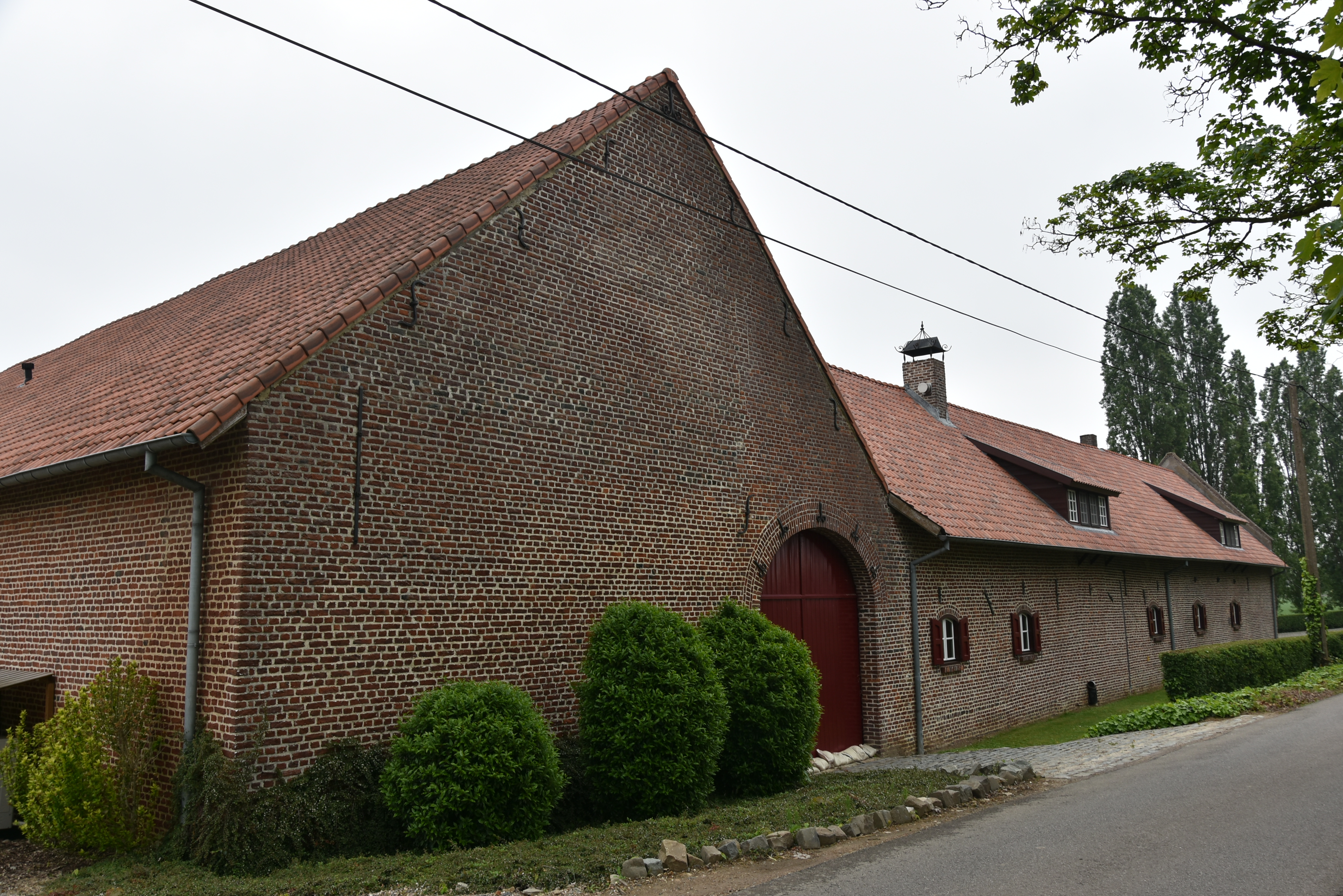
Het Monnikhof

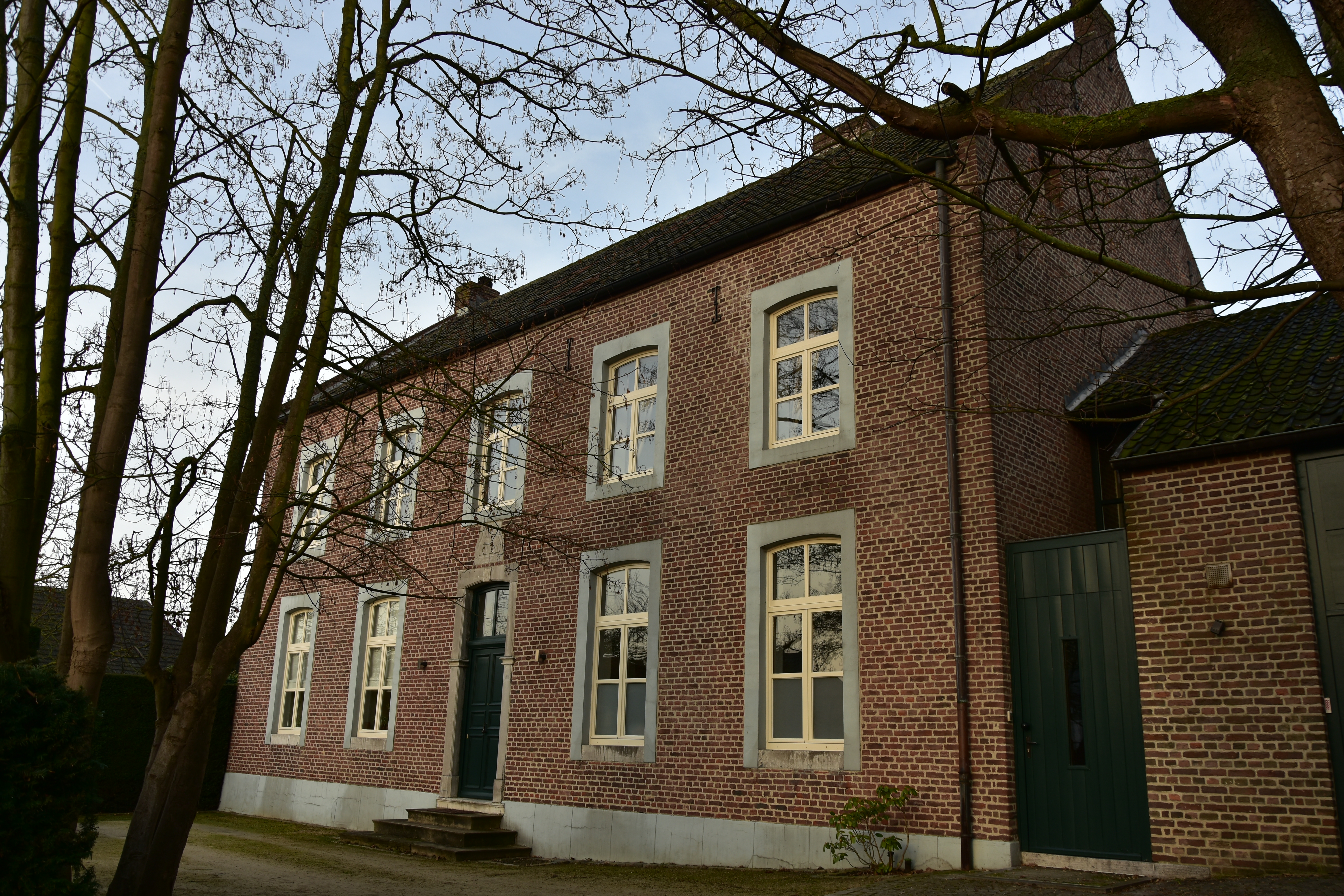
De voormalige pastorie

Boorsem is een deelgemeente van de gemeente Maasmechelen, gelegen aan de Maas, in België. Kotem is een gehucht van Boorsem, het was een zelfstandige gemeente tot aan de gemeentelijke herindeling van 1977.

## Toponymie
De plaatsnaam werd voor het eerst vermeld in 1230 als Burseme. Dit is afgeleid van bors (kreupelhout) en heim (woonplaats).

## Geschiedenis
Boorsem behoorde aanvankelijk tot het Karolingische domein van Stein-Elsloo. Het was een vrije rijksheerlijkheid. De oudst bekende Heren behoorden tot het geslacht Van Altena. Begin 14e eeuw werd Boorsem bij het goed Rekem gevoegd. In 1623 werd Boorsem verheven tot rijksbaronie, die afhankelijk was van Rekem. Ook kerkelijke instanties hadden belangrijke bezittingen in Boorsem. Dit waren achtereenvolgens de Abdij van Herkenrode, de Abdij van Hocht en de Abdij van Beaurepart.
Boorsem is vaak getroffen door overstromingen van de Maas. De laatste belangrijke overstromingen vonden plaats in de winters van 1993-'94 en van 1994-'95.

### Ontploffing in 1922
Een tiental dagen voor kerstmis in 1922 ontplofte in de voormalige Kerkstraat (anno 2021 Sint-Jorisstraat) de stoomketel van de brouwerij Milissen. De brouwerij, samen met de stoom-graanmolen, opslagplaatsen en woonhuis waren verwoest. Ook de kerk, de omliggende woningen en het gemeentehuis liepen schade op. Naast een aantal gekwetsten vielen er twee doden. Het waren eigenaar Jan Milissen en zijn knecht Pieter Ghijsen. Zoon Mathieu Milissen werd weggeslingerd maar overleefde en genas.

## Demografische ontwikkeling
- Bronnen:NIS, Opm:1831 tot en met 1970=volkstellingen; 1976 = inwoneraantal op 31 december

## Bezienswaardigheden
Het stratenpatroon van Boorsem bleef in de loop der tijden ongewijzigd.
- De Sint-Joriskerk
- De pastorie (1787) en haar omgeving, beschermd sinds 1980.
- De Stormvogel, een ronde stenen molen, uit 1858.
- Het Monnikhof, een hoeve uit de 17e en 18e eeuw, oorspronkelijk eigendom van de Abdij van Hocht

## Natuur en landschap
Boorsem ligt in de vallei van de Maas, op een hoogte van 40-45 meter, en ten noorden van het dorp bevindt zich een grindgroeve. Sinds begin 19e eeuw werd het gebied van Boorsem doorsneden door de Zuid-Willemsvaart.

## Lijst van burgemeesters
Een lijst van burgemeesters van Boorsem tot de gemeentelijke fusie van 1977. De gemeente bestond uit de dorpen Boorsem en Kotem. De burgemeester was telkens woonachtig in een van deze woonkernen.

### Eerste Franse Republiek
- sept. 1795 : Willem op den Acker (Boorsem) en Daem Delbroek (Kotem)
- nov. 1795 : P. Cuypers (Boorsem) en Jan Janssen (Kotem)

Op 20 februari 1796 werden deze twee laatste vervangen door een agent municipal en een adjunct.
- feb. 1796: Jan Houben (agent) en M. Lemmens (adjunct)
- okt. 1797: Jan Houben (agent) en Denis Lambrechts (adjunct)
- apr. 1798: Jan Houben (agent) en Denis Lambrechts (adjunct)
- mrt. 1799: Jan Houben (agent) en Denis Lambrechts (adjunct)

### Burgemeesters (na de hervorming door Napoleon)
- 1800-1805: Jan Houben
- 1805-1819: D. Lambrechts
- 1819-1836: Franciscus Claessens
- 1836-1845: Willem Claessens (landmeter)
- 1845-1849: Hendricus Haerden
- 1849-1861: J. Roox
- 1861-1867: C. Penders
- 1867-1879: Th. Boelen (pachter Munnichhof/Monnikhof)
- 1879-1885: W. Hoogwaerts
- 1885-1913: P. Vanwelsden
- 1913-1920: G. E. Zeegers
- 1920-1927: B. Zeegers
- 1927-1942: Mathieu Gubbels
- 1942-sept. 1944: Martinus Hendrikx
- sept. 1944 - jan. 1945: 1ste schepen Mathieu Leenders wordt plaatsvervangend burgemeester
- 1945-1946: Mathieu Gubbels
- 1946-1952: A. Penders
- 1952-1958: Eduard Janssen
- 1958-1964: Albert Kuijpers
- 1964-1970: A. Penders
- 1970-1976: Albert Kuijpers

## Geboren in Boorsem
- Noël Gubbels (1874-1950), geboren te Kotem, missiebisschop in China
- Leon Lemmens (1954-2017), hulpbisschop van het aartsbisdom Mechelen-Brussel
- Ronald Janssen (1971), moordenaar

## Nabijgelegen kernen
- Kotem
- Mechelen-aan-de-Maas
- Opgrimbie
- Uikhoven

Deelgemeenten: Boorsem · Eisden (Dorp · Tuinwijk) · Leut · Mechelen-aan-de-Maas · Meeswijk · Opgrimbie · Uikhoven · Vucht

Overige kern: Kotem

Belgische gemeenten · Arrondissement Tongeren · Limburg · Vlaanderen